# Aeroporto delle isole della Maddalena
L'aeroporto delle isole della Maddalena (IATA: YGR, ICAO: CYGR) è un aeroporto canadese situato nell'isola di Havre aux Maisons, parte dell'arcipelago delle isole della Maddalena.
La struttura è posta all'altitudine di 11 m s.l.m. (35 ft), costituita da un terminal passeggeri, una torre di controllo e da due piste, entrambe con superficie in asfalto, una con orientamento 07/25, lunga 1 372 m e larga 46 m (4 500 x 150 ft) e la seconda con  orientamento 16/34 e dimensioni 1 097 x 46 m (3 600 x 150 ft), entrambe equipaggiate con dispositivi di assistenza all'atterraggio tra i quali un impianto di illuminazione a media intensità (MIRL) e, solo per RWY 07/25, indicatore di angolo di approccio PAPI. Anche se è quasi al livello del mare, la pista su innalza in modo significativo verso sud, vietando l'approccio in fase di atterraggio da quella direzione.
L'aeroporto è classificato come un aeroporto di entrata da NAV CANADA ed è gestito dal Canada Border Services Agency. I funzionari CBSA gestiscono normalmente solo velivoli dell'aviazione generale, con non più di 15 passeggeri.